# Andjety
Andjety (que significa "Ele de Andjet") é uma divindade egípcia antiga local do nono nome, centrada em Andjet, que era conhecida como Busiris pelos gregos. Andjety é também escrito como Anezti, Andjety ou Anedjti. This deity is also known by the alternative names Anezti or Anedjti. Andjety é considerado um dos primeiros deuses egípcios, possivelmente com raízes no Egito pré-histórico.